# Makowiec
Makowiec é uma torta (ou tarte enrolada) de sementes de papoila, tradicional e muito popular na Polónia, e é uma das formas dos doces da Europa Oriental, que têm aquele ingrediente como básico.

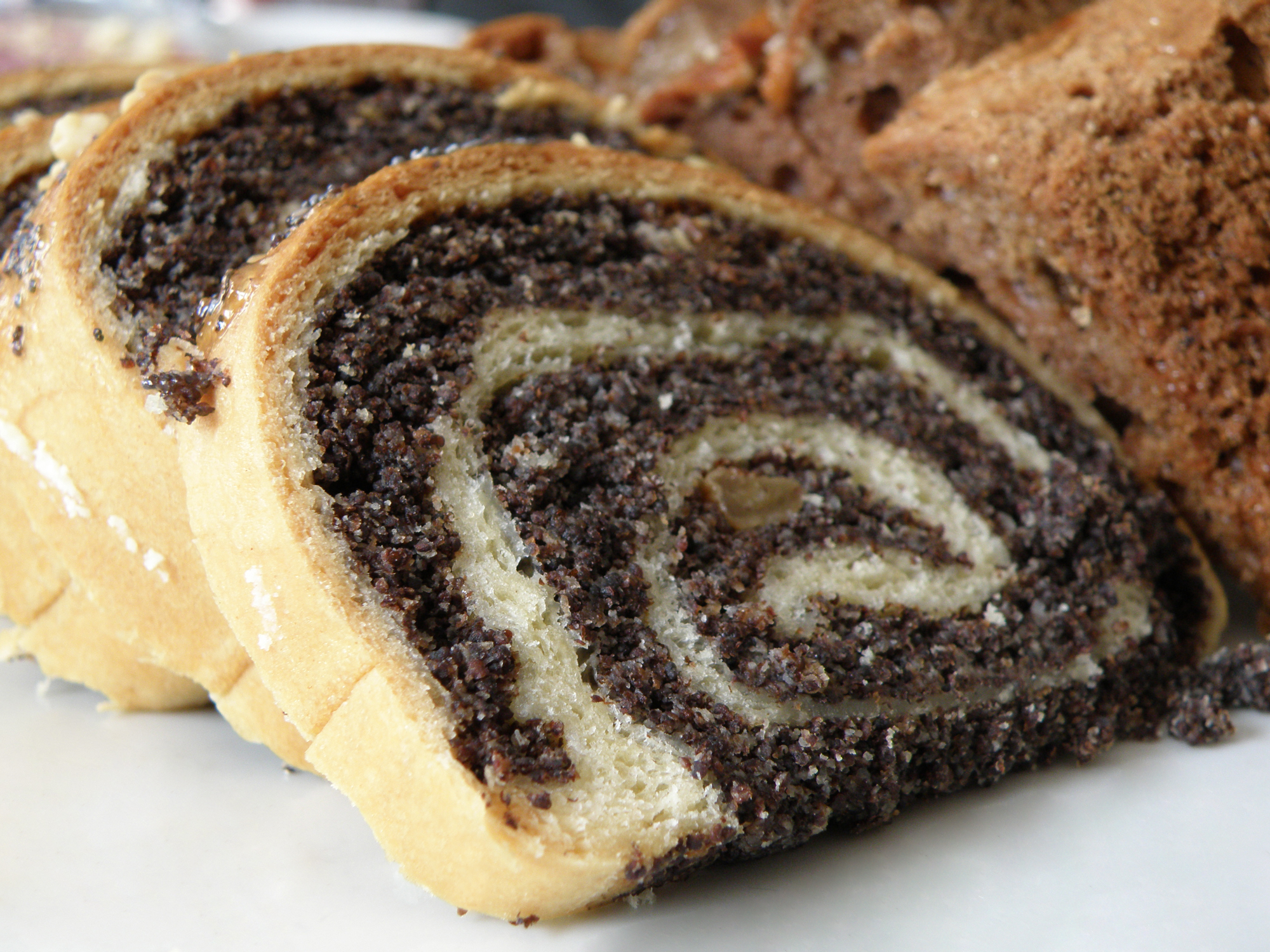
Makowiec com nozes e passas

Para esta receita, começa por se preparar a massa, misturando açúcar, farinha de trigo, leite, manteiga, ovos e levedura dissolvida em leite morno; polvilhar com farinha, tapar e deixar a levedar num lugar quente, até duplicar o volume. O recheio prepara-se misturando sementes de papoila moídas, açúcar, manteiga, leite e raspa de limão. Estende-se a massa num retângulo com cerca de meio centímetro de espessura, barra-se com o recheio e enrola-se, tendo o cuidado de virar a borda mais comprida para dentro, para evitar que o recheio saia. Pincela-se com manteiga derretida e põe-se a cozer em forno quente até ficar dourada. Depois de pronta e arrefecida, pode polvilhar-se com açúcar pilé. 